# Steinfeld (Straufhain)
Steinfeld ist ein Ortsteil von Straufhain im Landkreis Hildburghausen in Thüringen.

## Lage
Steinfeld (an der Rodach) liegt im fränkischen Hügelland, nördlich des Straufhain im oberen Rodachtal, südlich des Höhenzugs Frankenschwelle, der die Wasserscheide zwischen Rhein-Main-Einzug und Weser-Einzug bildet. Umliegend sind die gebietsprägenden Anhöhen der Gleichberge und des Straufhain. Die Ortslage ist stark kupiert (Kerbtal). Der Ort liegt direkt an der ehemaligen deutsch-deutschen Grenze. In der Nähe ist das Zweiländereck.

## Geschichte
1317 wurde der Ortsteil erstmals urkundlich erwähnt.
Steinfeld war 1615–1624 von der Hexenverfolgung betroffen. Zwei Frauen gerieten in Hexenprozesse. Dorothea Lob wurde 1616 verbrannt, die andere Frau des Landes verwiesen.
Am 1. Januar 2016 wohnten im Ortsteil 299 Personen.

## Besonderheiten
Einer der wasserreichsten Orte der Region. Im Ort gibt es ein Gemeindebrauhaus (außer Betrieb) sowie ein Backhaus.
In früheren Zeiten wurde in den beiden Wirtshäusern und im Gemeindebrauhaus Bier gebraut. Weithin bekannt war der Ort für ein in dieser Form nur dort gebrautes süffiges Weißbier namens Brühaa.
In der Dorfmitte steht eine alte Tanzlinde (Stufenlinde), in der zur Karmes (Kirchweih) die Blozer (Planburschen) ihre „Sprüchla“ (teils derbe Vierzeiler) darbieten.

## Dialekt / Mundart
ostfränkisch > mainfränkisch > itzgründisch